# Јасухару Соримачи
Јасухару Соримачи (јап. 反町 康治; 8. март 1964) бивши је јапански фудбалер.

## Каријера
Током каријере је играо за Јокохама Флугелси и Белмаре Хирацука.

## Репрезентација
За репрезентацију Јапана дебитовао је 1990. године. За тај тим је одиграо 4 утакмице.

## Статистика
| Јапан  | Јапан   | Јапан  |
| Година | Наступи | Голови |
| ------ | ------- | ------ |
| 1990.  | 2       | 0      |
| 1991.  | 2       | 0      |
| Укупно | 4       | 0      |